# Helfenstein (casata)
Helfenstein è stata una nobile famiglia tedesca durante l'alto e il tardo medioevo. La famiglia prende il nome dal castello di famiglia, il castello di Helfenstein, situato sopra Geislingen an der Steige nella regione delle Alpi sveve nel Baden-Württemberg, in Germania. La famiglia occupava il grado di Graf/conti e fu molto importante nel XIII e XIV secolo, ma cadde in difficoltà finanziarie e la famiglia si estinse nel 1627.

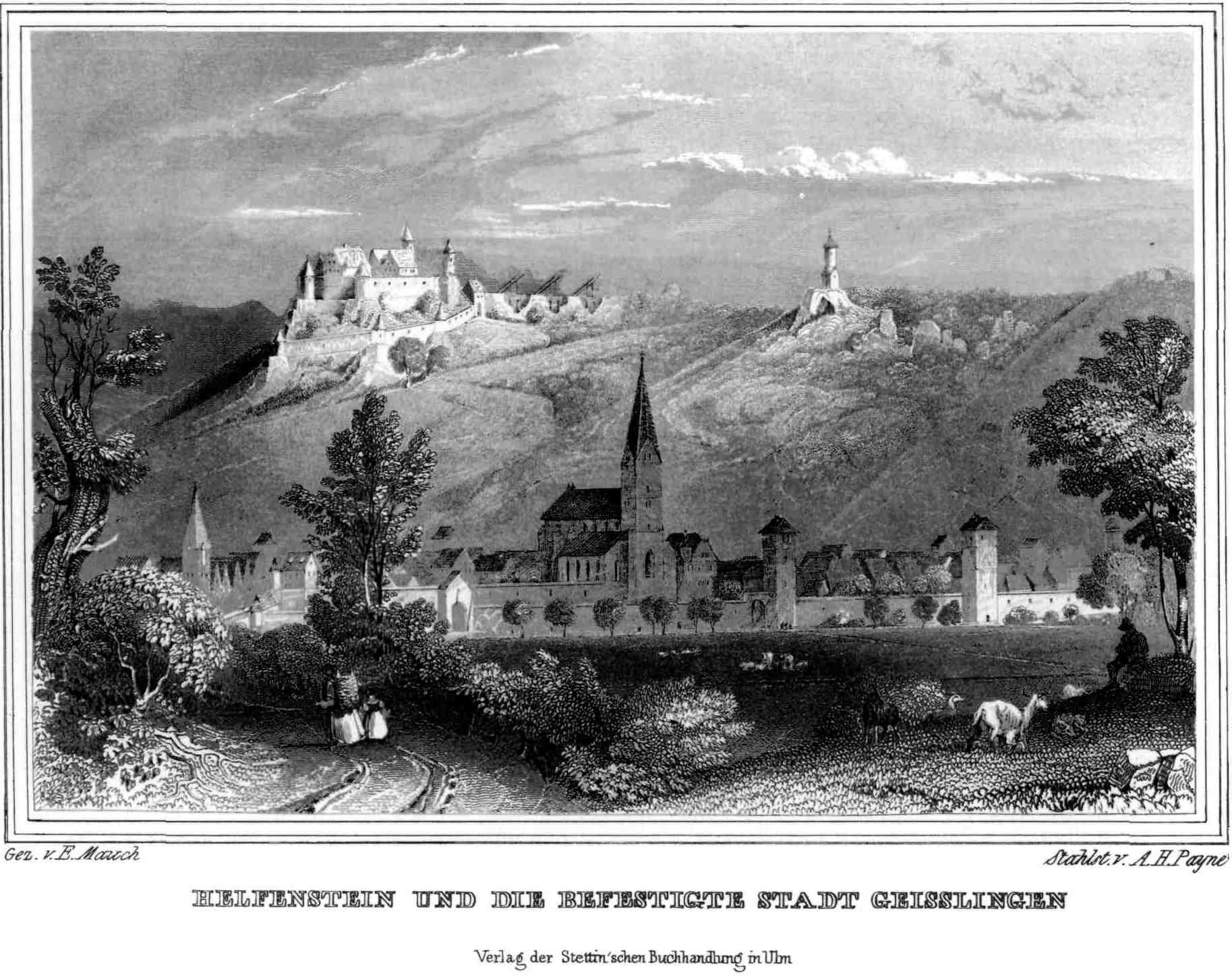
Helfenstein e la città fortificata di Geisslingen.

 Erano conti svevi, regnando sul territorio intorno a Wiesensteig.

## Storia

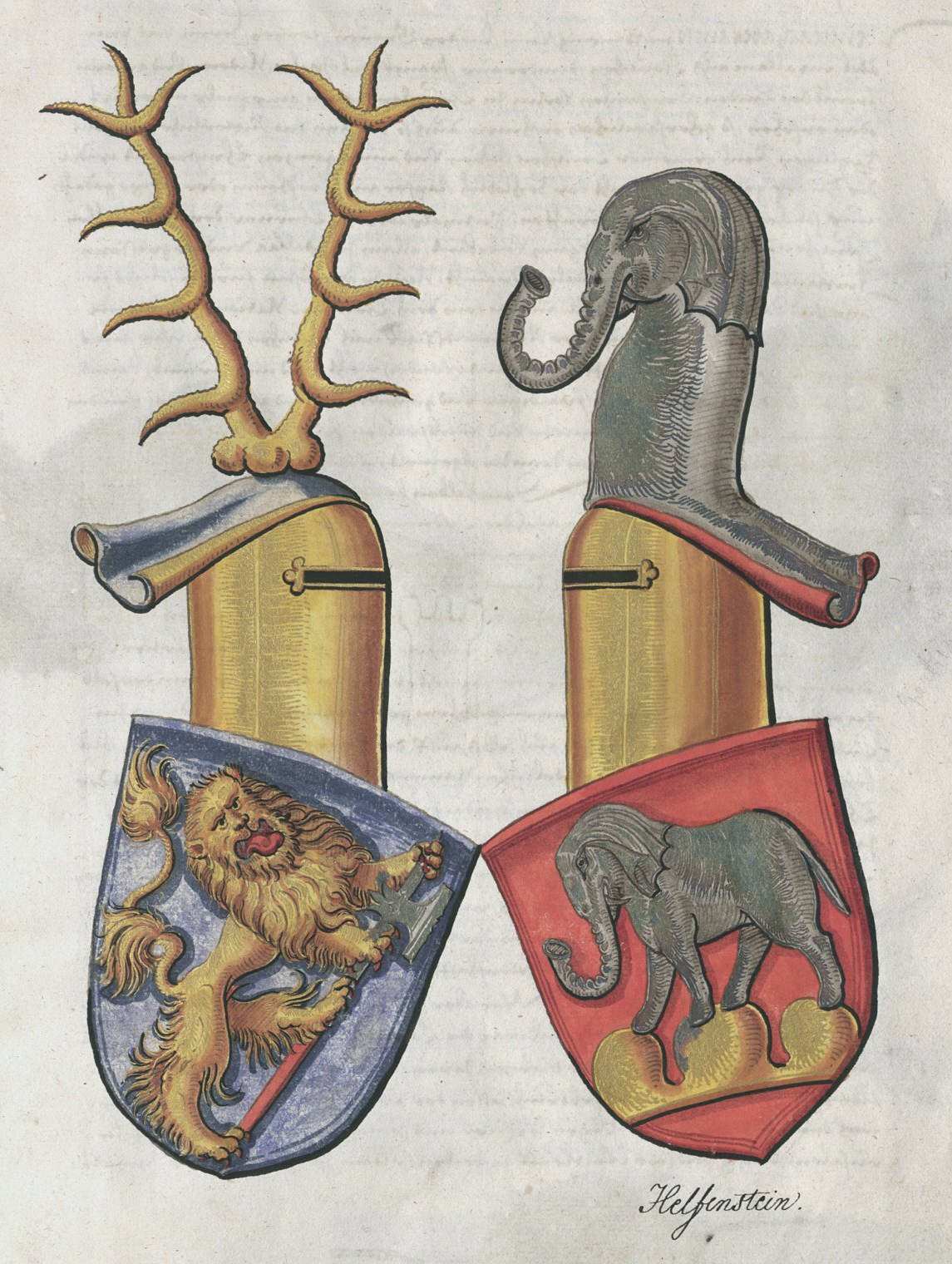
Stemma di alleanza a seguito del matrimonio di un membro della Casa di Zimmern con la Contessa di Helfenstein, che mostra lo stemma di Helfenstein sulla destra

La casata Helfenstein usava un elefante sul loro stemma. Secondo una fonte, l'elefante è un tipo di Namenwappen (tedesco: stemma da un nome), in questo caso Helfenstein divenne Elefanten o elefante per la somiglianza tra i due suoni. Una fonte più fantasiosa afferma che l'elefante proviene dal primo antenato della famiglia, Helfrich, cittadino di Roma nel 225 d.C., capitano della Legio V Alaudae con sede in Germania e signore del fiume Fils. Poiché la sua legione aveva combattuto contro Annibale quattro secoli prima, Helfrich prese un elefante per il suo stemma dall'emblema della legione.
Mentre il castello ancestrale, il castello di Helfenstein, fu costruito intorno al 1100, la famiglia potrebbe avere avuto origine circa tre secoli prima. Ulric Helfenstein fu nominato secondo prevosto in una prima abbazia di Blaubeuren da Carlo Magno nell'800. Suo figlio Rodolfo nacque intorno all'820. Il 12 dicembre 861 fondò la chiesa a Wiesensteig. Successivamente fondò anche l'abbazia di Cyriasus a Wiesensteig.
È possibile che i conti di Vils (Fils) fossero gli antenati della casa di Helfenstein, perché nel 1060 l'arcivescovo di Salisburgo, Gebeardo di Salisburgo (dei conti di Vils) era anche conosciuto come Gebeardo di Helfenstein. Questa connessione è discussa.
Il primo membro registrato della famiglia fu Eberardo il Vecchio, che costruì il castello ancestrale di Helfenstein intorno al 1100, situato in un punto chiave lungo la strada imperiale dal Brabante all'Italia, consentendo ai conti di Helfenstein di sorvegliare e tassare viaggiatori e commercianti. La città di Geislingen an der Steige nacque e si sviluppò ai piedi del castello come stazione di centro di riscossione dei pedaggi e di sosta per i viaggiatori.
Intorno al 1200 il conte Ludovico IV di Spitzenberg (vicino a Kuchen) e Sigmaringen sposarono l'erede di Eberardo II (noto come il Giovane) di Helfenstein, sua figlia. Attraverso il matrimonio con l'erede della famiglia Helfenstein, le fortune di entrambe le famiglie si intrecciarono. I conti di Spitzenberg erano strettamente alleati con l'Impero e avevano servito l'Impero in varie posizioni. Il fratello di Ludovico, Goffredo, aveva marciato con Federico Barbarossa nella terza crociata ed era morto nella crociata nel 1190. La linea maschile dei Spitzenberg si estinse completamente una generazione più tardi nel 1226. Ciò significava che le terre di Helfenstein e le terre di Spitzenburg sarebbero state unite e Ludovico IV di Spitzenburg divenne Ludovico I di Helfenstein. Ampliò rapidamente la sua contea, aggiungendo numerose proprietà nella parte alta e media della valle del fiume Fils, sugli altopiani delle Alpi sveve, a Ulm, a Heidenheim an der Brenz e nella valle del Danubio vicino a Sigmaringen e Schloss Sigmaringen.
Il successivo importante conte di Helfenstein fu Ulrico V, che come membro della famiglia dell'imperatore Carlo IV nella Praga del XIV secolo servì l'imperatore in molti modi. L'imperatore lo ricompensò con il matrimonio con Maria di Bosnia, che elevò il suo status sociale. Questo matrimonio portò a molti problemi e causò il crollo finanziario della famiglia Helfenstein.
Il crollo della casa di Hohenstaufen (Vedi: sovrani della Germania dal 1138 al 1254) gettò la Germania meridionale nel caos. Per quasi due secoli ogni nobile combatté contro gli altri. La famiglia Helfenstein si unì ai conflitti. Nel 1356 Ulrico V (noto come Ulrico il Vecchio) e suo cugino Ulrico VI (noto come Ulrico il Giovane), divisero la casa di Helfenstein in due linee i rami di Wiesensteiger e Blaubeurer. Il ramo dei Wiesensteiger ereditò la contea di Geislingen con il castello di Helfenstein, ma concesse in prestito l'intera proprietà alla Città libera dell'impero di Ulma nel 1382 per un prestito. Nel 1396 la città chiese il rimborso, ma la casata di Helfenstein doveva almeno 123.439 Gulden alla città. Per rimborsare il prestito, la maggior parte della contea di Geislingen, incluso il castello ancestrale e 27 villaggi o frazioni, furono ceduti a Ulm.
Il ramo Blaubeuren perse la maggior parte delle sue proprietà contro la casa Württemberg nel 1448, quando il Württemberg acquistò Heidenheim. Nel 1450 Württemberg acquistò i possedimenti Wiesensteig da Ulma, ma perse tali possedimenti sette anni dopo nel 1457. Le terre dei Wiesensteig sarebbero poi passate alla Baviera dal 1642 al 1752. La Baviera aveva già posseduto le terre Blaubeuren incluso Heidenheim dal 1450 al 1504, ma nel 1504 La Baviera diede le terre dei Blaubeuren ai Württemberg.
In seguito alla perdita delle proprie terre, la casata degli Helfenstein perse tutto il potere politico. L'ultimo membro maschile della famiglia morì nel 1627 a Wiesensteig, il che significò la fine di questo cognome.
La famiglia Helfenstein in seguito si trasferì a Salisburgo per far parte dei "Salisburghesi" che emigrarono nella Colonia della Georgia. Un ramo della famiglia "latinizzò" il suo nome in Helvenston. Un altro ramo della famiglia, discendente di Nichel Helfenstein, emigrato a Filadelfia nel 1739, anglicizzò il proprio cognome in Helverson.

## Membri

### Conti
- Eberardo I il Vecchio (fl.1100)
- Eberardo II il Giovane (fl.1200)
- Ulrico II († 17 maggio 1294), sposato con Agnese di Tübingen

#### Ramo Helfenstein-Wiesensteigen
- Ulrico V il Vecchio († 7 aprile 1372) sposato con Maria di Bosnia (1333-1403)
- Ulrico VIII († 1375)
- Federico I († 20 agosto 1438) sposato con Agnese di Weisberg
- Federico II (1408-1483) sposato con Agnese di Eberstein (morta nel 1456) e Irmgarda di Helfenstein-Blaubeuren
- Ludovico (21 novembre 1447 - 27 dicembre 1493) sposato con Elisabetta di Limpurg-Speckfeld (1466-1538)
- Federico III (marzo 1479-1502) sposato con Barbara di Rechberg (morì 15 aprile 1522)
- Ludovico I Helfrich (1480-17 aprile 1525) sposato con Margherita di Eddelsheim (1480-giugno 1537)
- Ulrico XI (1490-26 maggio 1548), sposato con Caterina di Waldburg-Sonnenberg (21 ottobre 1495-14 ottobre 1563)
- Ulrico XIII (8 febbraio 1524 - 17 gennaio 1570) sposato con Caterina da Monfort (morta il 26 dicembre 1594)

#### Ramo Helfenstein-Blaubeuren
- Ulrico VI il Giovane († 13 maggio 1361) sposato con Beatrix von Schlüsselberg (morta il 24 gennaio 1355)
  - Ulrico VII († 1375) sposato con Anna di Oettingen (morta nel 1360)
    - Giovanni II (1400-27 febbraio 1444) sposato con Irmgarda di Kirchberg (morta il 3 marzo 1444)
      - Ulrico X
      - Anna (1430-6 dicembre 1472) sposata con Guglielmo II di Castell (1425-7 agosto 1479)
      - Corrado II († 14 dicembre 1474) sposato con Anna di Seckendorf (morta il 23 novembre 1474)
        - Giorgio I († 1517) sposato con Cecilia di Truchtelfingen e Elisabetta di Limpurg-Speckfeld (1466-1538)
          - Ursula (1496-1576)
          - Magdalena  (nata nel 1497)
          - Guglielmo (nato nel 1498)
          - Agatha (nata nel 1502)
          - Dorotea (nata nel 1503)
          - Guglielmo (nato nel 1506)
          - Anna

        - Irmgarda sposata con Federico II di Helfenstein-Wiesensteigen (1408-1483)
        - Hans IV († 1483)
        - Ursula
        - Bernardo († 1501)
        - Ernesto († novembre 1483)
        - Wolfgang
        - Cecilia
        - Magdalena
        - Federico
        - Sibylla († 11 maggio 1487)
        - Christoph
        - Anna

    - Anna
    - Agnese, sposata con Enrico di Rechberg

  - Wulfhild
- Giorgio II di Helfenstein (7 novembre 1518-17 novembre 1573) sposato con Maria di Bowart (morta nel 1565) e Apollonia di Zimmern-Mösskirch (1547 - 31 luglio 1604)
- Schweikhard di Helfenstein (26 giugno 1539-1599) sposato con Maria di Hohenzollern (28 agosto 1544 - 13 dicembre 1611)
- Altridelheid di Helfenstein (fl.1356)
- Irmel di Helfenstein (fl.1444)
- Barbara di Helfenstein (1552-1605)
- Magdalena di Helfenstein (1562-1622)
- Caterina di Helfenstein (1563-1627)